# Denys Bojko
Denys Oleksandrovyč Bojko (in ucraino Денис Олександрович Бойко?; traslitterazione anglosassone: Denys Oleksandrovych Boyko; Kiev, 29 gennaio 1988) è un calciatore ucraino, portiere del Polіssja Žytomyr.

## Carriera

### Club
Arrivato nelle giovanili della squadra della sua città natale, la Dinamo Kiev, nel 2001 ha fatto parte della terza e attualmente fa parte seconda squadra, ma si è aggregato alla prima squadra per una partita. Nel 2008 è andato in prestito alla CSKA Kiev e nel 2009 all'Obolon'. Dopo essere tornato per una stagione alla Dinamo, viene girato nuovamnete in prestito, prima al Kryvbas, poi al Dnipro. Quest'ultima lo riscatta ed è protagonista, l'anno seguente, della cavalcata in UEFA Europa League che vede la squadra di Dnipropetrovs'k giungere fino in finale, dove viene sconfitta dal Siviglia.
Il 21 gennaio 2016 firma un contratto di quattro anni con il Beşiktaş che lo acquista per la cifra di 3,3 milioni di euro dal Dnipro. Con i turchi non trova molto spazio e, dopo essere stato ceduto per una stagione al Malaga, torna alla Dinamo Kiev.
Il 15 settembre 2021 gioca la sua partita numero 100 con la maglia della Dinamo Kiev, diventando altresì il terzo portiere con più presenze.

### Nazionale

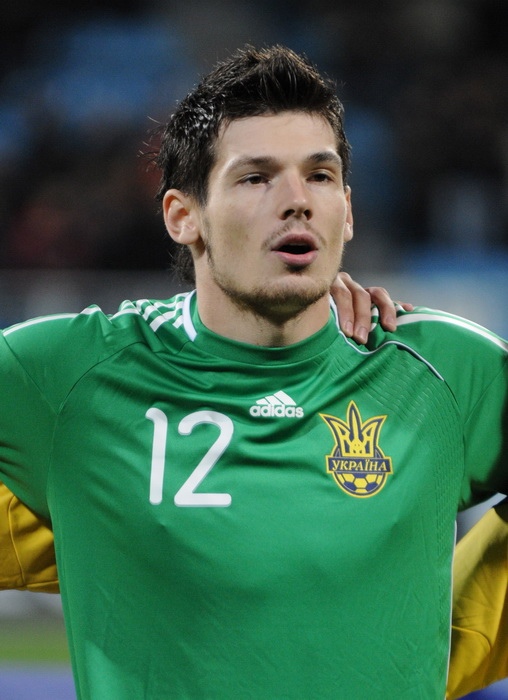
Bojko con la maglia dell'Ucraina

Ha fatto parte della nazionale Under-19 e dell'Under-21, nel 2014 ha esordito in nazionale maggiore.
Viene convocato per gli Europei 2016 in Francia.

## Statistiche

### Presenze e reti nei club
Statistiche aggiornate al 22 febbraio 2022.
| Stagione           | Squadra            | Campionato         | Campionato | Campionato | Coppe nazionali | Coppe nazionali | Coppe nazionali | Coppe continentali | Coppe continentali | Coppe continentali | Altre coppe | Altre coppe | Altre coppe | Totale | Totale | Totale |
| Stagione           | Squadra            | Comp               | Pres       | Reti       | Comp            | Pres            | Reti            | Comp               | Pres               | Reti               | Comp        | Pres        | Reti        | Pres   | Reti   |        |
| ------------------ | ------------------ | ------------------ | ---------- | ---------- | --------------- | --------------- | --------------- | ------------------ | ------------------ | ------------------ | ----------- | ----------- | ----------- | ------ | ------ | ------ |
| lug.-dic. 2009     | Obolon'            | PL                 | 15         | -26        | KU              | 1               | -4              | -                  | -                  | -                  | -           | -           | -           | 16     | -30    |        |
| gen.-mag. 2010     | Dinamo Kiev        | PL                 | 1          | 0          | KU              | 0               | 0               | -                  | -                  | -                  | -           | -           | -           | 1      | 0      |        |
| 2010-2011          | Dinamo Kiev        | PL                 | 8          | -11        | KU              | 1               | 0               | UCL+UEL            | 1+2                | -2+-1              | -           | -           | -           | 12     | -14    |        |
| 2011-2012          | Kryvbas            | PL                 | 26         | -32        | KU              | 0               | 0               | -                  | -                  | -                  | -           | -           | -           | 26     | -32    |        |
| 2012-2013          | Dinamo Kiev        | PL                 | 2          | -2         | KU              | 0               | 0               | UEL                | 0                  | 0                  | -           | -           | -           | 2      | -2     |        |
| 2013-2014          | Dnipro             | PL                 | 28         | -28        | KU              | 0               | 0               | UEL                | 9                  | -8                 | -           | -           | -           | 37     | -36    |        |
| 2014-2015          | Dnipro             | PL                 | 21         | -15        | KU              | 3               | -2              | UCL+UEL            | 2+17               | -2+-14             | -           | -           | -           | 43     | -33    |        |
| lug.-nov. 2015     | Dnipro             | PL                 | 15         | -15        | KU              | 1               | 0               | UCL                | 6                  | -8                 | -           | -           | -           | 22     | -23    |        |
| Totale Dnipro      | Totale Dnipro      | Totale Dnipro      | 64         | -58        |                 | 4               | -2              |                    | 34                 | -32                |             | 0           | 0           | 102    | -92    |        |
| gen.-mag. 2016     | Beşiktaş           | SL                 | 3          | -4         | TK              | 2               | -3              | UEL                | 0                  | 0                  | -           | -           | -           | 5      | -7     |        |
| 2016-2017          | Malaga             | PD                 | 3          | -7         | CR              | 2               | -6              | -                  | -                  | -                  | -           | -           | -           | 5      | -13    |        |
| ago.-dic. 2017     | Beşiktaş           | SL                 | 0          | 0          | TK              | 0               | 0               | UEL                | 0                  | 0                  | -           | -           | -           | 0      | 0      |        |
| Totale Beşiktaş    | Totale Beşiktaş    | Totale Beşiktaş    | 3          | -4         |                 | 2               | -3              |                    | 0                  | 0                  |             | 0           | 0           | 5      | -7     |        |
| gen.-mag. 2018     | Dinamo Kiev        | PL                 | 12         | -6         | KU              | 2               | -3              | UCL+UEL            | -+4                | -+-5               | SU          | -           | -           | 18     | -14    |        |
| 2018-2019          | Dinamo Kiev        | PL                 | 26         | -15        | KU              | 1               | -1              | UCL+UEL            | 4+9                | -4+-16             | SU          | 1           | 0           | 41     | -36    |        |
| 2019-2020          | Dinamo Kiev        | PL                 | 12         | -16        | KU              | 1               | 0               | UCL+UEL            | 2+1                | -4+-0              | SU          | 1           | -1          | 17     | -21    |        |
| 2020-2021          | Dinamo Kiev        | PL                 | 1          | 0          | KU              | 3               | 0               | UCL                | 1                  | -2                 | SU          | 0           | 0           | 5      | -2     |        |
| 2021-2022          | Dinamo Kiev        | PL                 | 3          | 0          | KU              | 1               | -1              | UCL                | 1                  | 0                  | SU          | 1           | -3          | 6      | -4     |        |
| 2022-2023          | Dinamo Kiev        | PL                 | 0          | 0          | -               | -               | -               | UCL                | 0                  | 0                  | SU          | 0           | 0           | 0      | 0      |        |
| Totale Dinamo Kiev | Totale Dinamo Kiev | Totale Dinamo Kiev | 65         | -50        |                 | 9               | -5              |                    | 25                 | -34                |             | 3           | -4          | 102    | -93    |        |
| Totale carriera    | Totale carriera    | Totale carriera    | 176        | -177       |                 | 18              | -20             |                    | 59                 | -66                |             | 3           | -4          | 256    | -266   |        |

### Cronologia presenze e reti in nazionale
| Cronologia completa delle presenze e delle reti in nazionale ― Ucraina | Cronologia completa delle presenze e delle reti in nazionale ― Ucraina | Cronologia completa delle presenze e delle reti in nazionale ― Ucraina | Cronologia completa delle presenze e delle reti in nazionale ― Ucraina | Cronologia completa delle presenze e delle reti in nazionale ― Ucraina | Cronologia completa delle presenze e delle reti in nazionale ― Ucraina | Cronologia completa delle presenze e delle reti in nazionale ― Ucraina | Cronologia completa delle presenze e delle reti in nazionale ― Ucraina |
| Data                                                                   | Città                                                                  | In casa                                                                | Risultato                                                              | Ospiti                                                                 | Competizione                                                           | Reti                                                                   | Note                                                                   |
| ---------------------------------------------------------------------- | ---------------------------------------------------------------------- | ---------------------------------------------------------------------- | ---------------------------------------------------------------------- | ---------------------------------------------------------------------- | ---------------------------------------------------------------------- | ---------------------------------------------------------------------- | ---------------------------------------------------------------------- |
| 18-11-2014                                                             | Kiev                                                                   | Ucraina                                                                | 0 – 0                                                                  | Lituania                                                               | Amichevole                                                             | -                                                                      |                                                                        |
| 31-3-2015                                                              | Leopoli                                                                | Ucraina                                                                | 1 – 1                                                                  | Lettonia                                                               | Amichevole                                                             | -1                                                                     |                                                                        |
| 9-6-2015                                                               | Linz                                                                   | Georgia                                                                | 1 – 2                                                                  | Ucraina                                                                | Amichevole                                                             | -1                                                                     |                                                                        |
| 24-3-2016                                                              | Odessa                                                                 | Ucraina                                                                | 1 – 0                                                                  | Cipro                                                                  | Amichevole                                                             | -                                                                      |                                                                        |
| 15-11-2016                                                             | Charkiv                                                                | Ucraina                                                                | 2 – 0                                                                  | Serbia                                                                 | Amichevole                                                             | -                                                                      |                                                                        |
| 16-11-2018                                                             | Trnava                                                                 | Slovacchia                                                             | 4 – 1                                                                  | Ucraina                                                                | UEFA Nations League 2018-2019 - 1º turno                               | -4                                                                     |                                                                        |
| 8-9-2021                                                               | Plzeň                                                                  | Rep. Ceca                                                              | 1 – 1                                                                  | Ucraina                                                                | Amichevole                                                             | -1                                                                     |                                                                        |
| Totale                                                                 |                                                                        | Presenze                                                               | 7                                                                      |                                                                        | Reti                                                                   | -7                                                                     |                                                                        |

## Palmarès

### Club
- Supercoppa d'Ucraina: 4

Dinamo Kiev: 2006, 2018, 2019, 2020
- Campionato ucraino: 2

Dinamo Kiev: 2006-2007, 2020-2021
- Coppa d'Ucraina: 2

Dinamo Kiev: 2006-2007, 2019-2020
- Campionato turco: 1

Besiktas: 2015-2016

### Individuale
- Squadra della stagione della UEFA Europa League: 1

2014-2015